# Lubník
Lubník (en allemand : Lußdorf) est une commune du district d'Ústí nad Orlicí, dans la région de Pardubice, en République tchèque. Sa population s'élevait à 364 habitants en 2024.

## Géographie
Lubník se trouve à 5 km au sud-est de Lanškroun, à 21 km au sud-est d'Ústí nad Orlicí, à 66 km à l'est de Pardubice et à 161 km à l'est-sud-est de Prague.
La commune est limitée par Sázava et Albrechtice au nord, par Strážná à l'est, par Tatenice à l'est et au sud, et par Žichlínek à l'ouest.

## Histoire
La première mention écrite de la localité date de 1267.

## Transports
Par la route, Lubník trouve à 7 km de Lanškroun, à 24 km d'Ústí nad Orlicí, à 83 km de Pardubice et à 197 km de Prague. 